# Stenografenverein 1897 Langen
Der Stenografenverein 1897 Langen E. V. ist der Stenografenverein der hessischen Stadt Langen. Mit seiner gemeinnützigen Aufstellung trägt der Verein als Bildungseinrichtung der Stadt zur geistigen, kulturellen und lebenspraktischen Bildung bei. Der Verein setzt sich für die frühe Erlernung des Tastschreibens bei Jugendlichen und den Erhalt der Kurzschrift als Kulturgut ein. Prominenteste Lehrkraft des Vereins war Michael Winkler, der Gründer des Winklers Verlages (später: „Winklers Verlag Gebrüder Grimm, Darmstadt“, heute: Teil der Westermann Druck- und Verlagsgruppe).
Als Besonderheit des Vereins ist die Pflege der Englischen Kurzschrift zu nennen. Es handelt sich dabei nicht um ein grundverschiedenes Kurzschriftsystem, sondern um eine entsprechende Systemanpassung der Deutschen Einheitskurzschrift auf die englische Sprache. Der Verein tritt in dieser Disziplin regelmäßig als einer der deutschlandweit erfolgreichsten Vereine bei den Deutschen Meisterschaften an.
Der Verein bietet Unterricht in diversen Fächern an. Dazu zählen einerseits die traditionellen Disziplinen Kurzschrift und Tastschreiben, aber auch Seminare in Word, Excel und anderen Microsoft Office Anwendungen sowie Kommasetzung und Rechtschreibung. Der Stenografenverein 1897 Langen E. V. ist langjähriges Mitglied im Deutschen Stenografenbund sowie im Hessischen Stenografenverband und gehört dem Bezirk Südhessen an. Untergebracht ist der Verein in den Räumlichkeiten der Langener Volkshochschule im „Kulturhaus Altes Amtsgericht“, wo auch der Unterricht stattfindet. Die Mitglieder und Mannschaften nehmen neben regionalen auch deutschlandweit an überregionalen Wettschreiben und Meisterschaften teil.

## Geschichte
Der Verein wurde am 27. Juni 1897 von Anhängern des Stenografiesystems Gabelsberger gegründet. Der erste Vorsitzende des Vereins war der Gerichtsschreiber W. Usinger. Da es in den Anfängen noch keinen eigenen Vereinsraum gab, trafen sich die Vereinsmitglieder zunächst in der Gaststätte „Frankfurter Hof“, Ecke Bahn- und Mühlstraße in Langen. Unter dem Vorsitz von Heinrich Schäfer stellte der Verein 1924 direkt auf die neu eingeführte Deutsche Einheitskurzschrift um. Im Jahr 2017 feierte der Verein sein 120-jähriges Jubiläum.

## Wettschreiberfolge
Die Mannschaft nimmt regelmäßig an den Deutschen Meisterschaften in Tastschreiben und Kurzschrift, die jährlich vom Deutschen Stenografenbund ausgetragen wird, teil. Der Verein hat in der Vergangenheit eine Reihe von Auszeichnungen in den Deutschen Meisterschaften errungen und belegte bei den Deutschen Meisterschaften 2023 Platz 3 in der Englischen Kurzschrift (Stand 23. Mai 2023).
| Jahr | Platzierung | Disziplin              | Titel                 |
| ---- | ----------- | ---------------------- | --------------------- |
| 2024 | 3. Platz    | Englische Kurzschrift  | -                     |
| 2023 | 3. Platz    | Englische Kurzschrift  | -                     |
| 2022 | 2. Platz    | Englische Kurzschrift  | Deutscher Vizemeister |
| 2021 |             | wg. Corona ausgefallen |                       |
| 2020 |             | wg. Corona ausgefallen |                       |
| 2019 | 2. Platz    | Englische Kurzschrift  | Deutscher Vizemeister |
| 2018 | 2. Platz    | Englische Kurzschrift  | Deutscher Vizemeister |
| 2017 | 2. Platz    | Englische Kurzschrift  | Deutscher Vizemeister |
| 2016 | 2. Platz    | Englische Kurzschrift  | Deutscher Vizemeister |
| 2015 | 2. Platz    | Englische Kurzschrift  | Deutscher Vizemeister |
| 2014 | -           | (nicht teilgenommen)   | -                     |
| 2013 | 2. Platz    | Englische Kurzschrift  | Deutscher Vizemeister |
| 2012 | 2. Platz    | Englische Kurzschrift  | Deutscher Vizemeister |
| 2011 | 3. Platz    | Englische Kurzschrift  | -                     |
| 2010 | 3. Platz    | Englische Kurzschrift  | -                     |
| 2009 | 2. Platz    | Englische Kurzschrift  | Deutscher Vizemeister |
| 2008 | 2. Platz    | Englische Kurzschrift  | Deutscher Vizemeister |
| 2007 | 2. Platz    | Englische Kurzschrift  | Deutscher Vizemeister |
| 2006 | 2. Platz    | Englische Kurzschrift  | Deutscher Vizemeister |
| 2005 | -           | (nicht teilgenommen)   | -                     |
| 2004 | 2. Platz    | Englische Kurzschrift  | Deutscher Vizemeister |
| 2003 | 1. Platz    | Englische Kurzschrift  | Deutscher Meister     |
| 2002 | 2. Platz    | Englische Kurzschrift  | Deutscher Vizemeister |